# Schubhalsmalkoha
De schubhalsmalkoha (Dasylophus cumingi; synoniemen: Phaenicophaeus cumingi en Lepidogrammus cumingi) is een koekoeksvogel die alleen voorkomt op de Filipijnen. De vogel is genoemd naar de Engelse natuuronderzoeker Hugh Cuming.
In het Filipijns heet deze vogel Abaloryo of Malkoha.

## Algemeen
De geslachten van deze grote koekoeksvogel lijken sterk op elkaar. De schubhalsmalkoha onderscheidt zich door de unieke plastic ogende schubachtige veren op de kop, nek en hals. Een volwassen exemplaar heeft een grijze kop en een witte keel. De veren op de kant van de kop en het centrum van de keel en hals zijn aan het uiteinde plastic-achtig en zwart en lijken op schubben. De bovenkant van de rug is kastanjekleurig. De rug, vleugels en staart zijn groenachtig zwart. De bovenkant van de borst is vaalroodbruin wat richting de buik overgaat in kastanjeachtig. Het onderkant van de buik en de achterzijde van de staart is bruin tot zwart. Een juveniel heeft een bruine kop, rug en vleugels.
De snavel is geel, de ogen en de huid rond de ogen zijn rood en de poten zijn paarsachtig grijs.
Deze soort wordt inclusief staart 40,5 centimeter en heeft een vleugellengte van 15,5 centimeter.

## Ondersoorten, verspreiding en leefgebied
De schubhalsmalkoha heeft geen ondersoorten. De soort is te vinden op de eilanden Catanduanes, Luzon en Marinduque tot een hoogte van minstens 2000 meter. Ze zijn te vinden in bossen, bosranden en secundair woud.

## Voortplanting
Er zijn exemplaren met vergrote gonaden waargenomen in de maanden maart en mei. Over het nest en de eieren is niets bekend.